# AIDA Cruises
AIDA Cruises ist eine vorwiegend auf den deutschsprachigen Markt ausgerichtete Kreuzfahrtmarke.
Eigentümer der Schiffe ist Costa Crociere, ein Tochterunternehmen der Carnival Corporation & plc mit Sitz in Genua. Für den Betrieb der unter italienischer Flagge fahrenden Flotte der Marken AIDA Cruises und Costa Crociere ist die im Februar 2015 gegründete Carnival Maritime GmbH in Hamburg verantwortlich. Die aktuelle Flotte umfasst elf Schiffe, die zusammen eine Bettenkapazität von rund 30.800 Betten haben.
Mit einem Marktanteil von ca. 4,8 Prozent im Jahr 2024 gehört die Reederei zu den umsatzstärksten Kreuzfahrtunternehmen der Welt.

## Geschichte

### Wechsel der Eigentümer, wirtschaftlicher Erfolg

#### Deutsche Seereederei

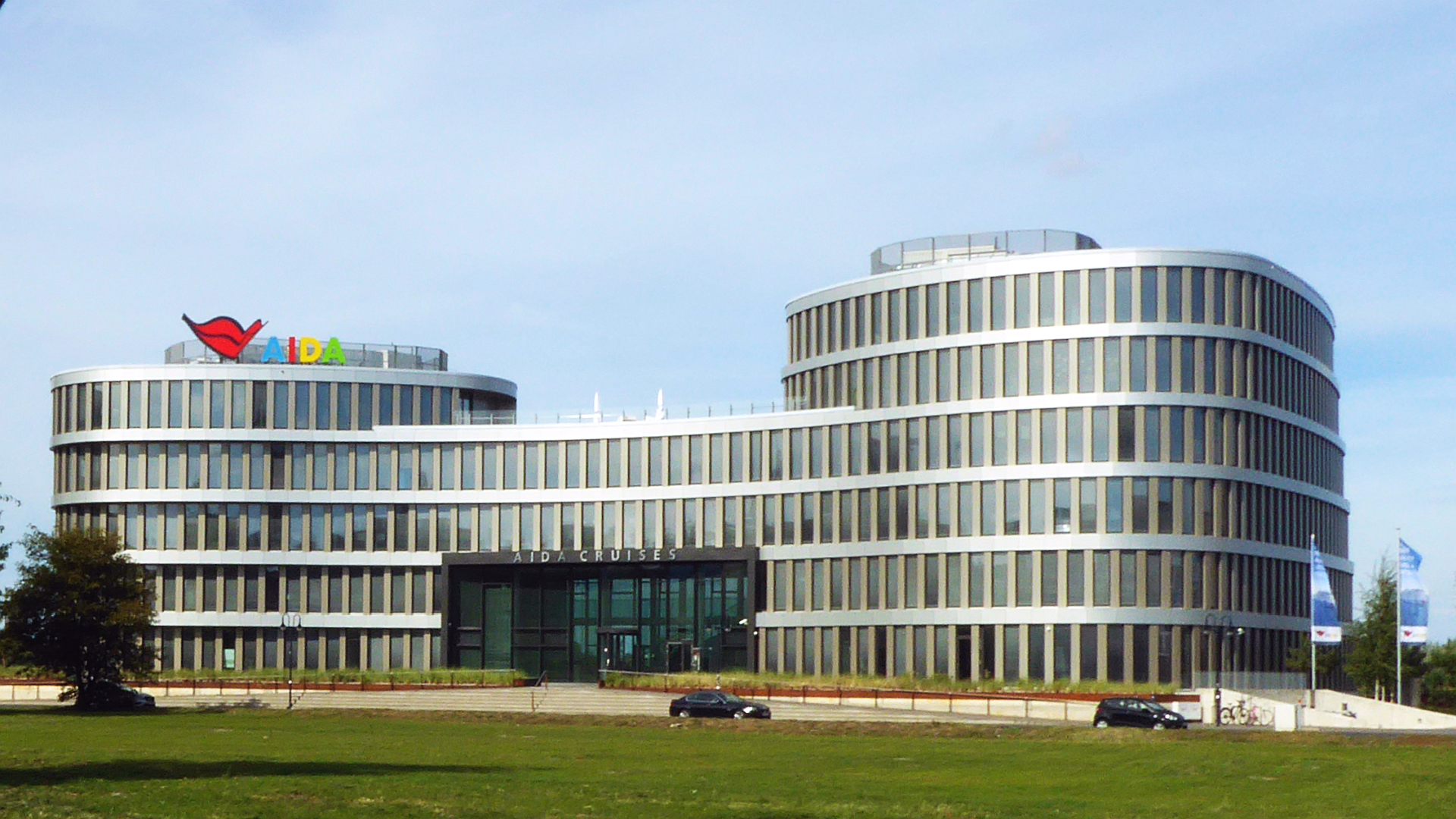
Hauptverwaltung der AIDA Cruises – Branch of Costa Crociere in Rostock (2018)

Die Deutsche Seereederei (DSR) mit Sitz in Rostock war ab 1960 mit der Völkerfreundschaft, von 1961 mit dem GTMS Fritz Heckert und ab 1985 mit der Arkona als Kreuzfahrtveranstalter beim FDGB-Feriendienst der DDR tätig. 1993 wurde das Unternehmen privatisiert, an die Investorengruppe Horst Rahe und Nikolaus H. Schües aus Hamburg verkauft und mit der F. Laeisz Schiffahrtsgesellschaft zur Reederei F. Laeisz verschmolzen.
Noch im selben Jahr beschloss das neue Management, das Kreuzfahrtgeschäft mit der Arkona durch einen Neubau zu erweitern. Erstmals am deutschen Markt sollte dabei nach amerikanischem Vorbild der „Fun Ships“ („Spaßschiffe“) von Carnival Cruise Lines das Konzept eines Cluburlaubs auf Schiffsreisen übertragen werden. Der Neubau wurde im Juni 1996 unter dem Namen AIDA (heute Astoria Grande) in Dienst gestellt und unter der Marketingbezeichnung „Das Clubschiff“ intensiv beworben. Man wollte mit dem Namen an die anderen Schiffe der Reederei anknüpfen, deren Namen ebenfalls mit dem Buchstaben A begannen und endeten. Die Wahl fiel auf Aida, nach der gleichnamigen Protagonistin einer Oper von Giuseppe Verdi, die 1869 mit der Eröffnung des Suezkanals an den Komponisten in Auftrag gegeben wurde, so dass damit ein Bezug zur Schifffahrt hergestellt war. Der Grafiker Feliks Büttner entwarf 1996 das Markenzeichen. Der Kussmund mit großen Augen und blauem Lidstrich als Rumpflackierung kennzeichnet seitdem alle AIDA-Schiffe.
Trotz guter Buchungszahlen erzielte das Unternehmen mit der AIDA keinen Gewinn. Im Gegenteil kostete auch die Vermarktung der Kabinen durch den für diesen Zweck gegründeten eigenen Veranstalter Arkona Reisen zunächst viel Geld. Um die Liquidität des Unternehmens zu stärken, verkaufte man im August 1997 das Schiff für 324 Millionen DM an den Wettbewerber Norwegian Cruise Line (NCL). Durch einen gleichzeitig vereinbarten Charter-Vertrag blieb AIDA jedoch im Betrieb der DSR-Tochter Deutsche Seetouristik, die ihren Namen 1998 in Arkona Touristik änderte.

#### P&O
Im November 1999 überließ Arkona Touristik sein Kreuzfahrtgeschäft der britischen Reederei P&O, zu diesem Zeitpunkt weltweit die Nr. 3 im Kreuzfahrtgeschäft. Der Verkauf erfolgte durch Übertragung der Tochtergesellschaft Seetours International, die man im Oktober 1997 selbst erst von TUI erworben und der man im Anschluss das operative Kreuzfahrtgeschäft und alle Rechte an der Marke AIDA anvertraut hatte. Arkona Touristik blieb mit einem 49-%-Minderheitsanteil an dem in London neu gegründeten Joint Venture AIDA Cruises Ltd. nur noch finanziell beteiligt. Da Seetours ein für Schiffsreisen gut eingeführter Name war, ergänzte ihn P&O als Namensbestandteil der deutschen Niederlassung zu Seetours – German Branch of Aida Cruises. P&O kaufte das erste AIDA-Clubschiff von NCL zurück und gab 2002 und 2003 zwei weitere Schiffe bei der Aker MTW Werft in Wismar in Auftrag. Im Jahr 2000 tauschte Arkona Touristik vereinbarungsgemäß seinen Joint-Venture-Anteil gegen Aktien der P&O Princess Cruises International, in die P&O gerade sein gesamtes Kreuzfahrtgeschäft ausgegliedert hatte. Daraufhin änderte sich der Name der deutschen Niederlassung in Seetours – German Branch of P&O Princess Cruises International Ltd.

#### Carnival Corporation & plc
Seit Zusammenschluss der in Carnival plc. umfirmierten P&O Princess Cruises International mit der amerikanischen Carnival Corp. im April 2003 gehört auch die Marke AIDA Cruises zum neu entstandenen Weltmarktführer für Kreuzfahrten Carnival Corporation & plc.
Noch im Verlauf des Jahres 2004 übertrug der Konzern den Betrieb der AIDA-Marke von seinem britischen Unternehmensteil auf die italienische Konzerntochter Costa Crociere in Genua, eine bereits 1997 durch Carnival Corp. übernommene italienische Reederei. Das Eigentum an den Schiffen ging zunächst an die Società di Crociere Mercurio, ebenfalls in Genua, mit deutscher Niederlassung AIDA Cruises – German Branch of Società di Crociere Mercurio S.r.l., ab Juli 2010 dann direkt zur Costa Crociere, weshalb die deutsche Niederlassung seitdem als AIDA Cruises – German Branch of Costa Crociere S.p.A. firmiert. Ihre Geschäftsräume befinden sich in wiederaufgebauten Speicherhäusern am Rostocker Stadthafen.
Zwischen 2007 und 2013 investierte Carnival mehr als zwei Milliarden Euro in den Ausbau der AIDA-Flotte. In diesem Zeitraum stellte AIDA Cruises in jedem Jahr ein Schiff der Sphinx-Klasse, insgesamt sieben Schiffe, in Dienst. Alle Schiffe wurden auf der Meyer-Werft in Papenburg im Emsland gebaut.
Anfang August 2011 gab das Unternehmen die Bestellung zweier Neubauten bei Mitsubishi Heavy Industries in Japan bekannt. Die mit etwa 125.000 BRZ vermessenen und für 3250 Passagiere ausgelegten Schiffe sollten jeweils im März der Jahre 2015 und 2016 abgeliefert werden.  Beim ersten Neubau, AIDAprima, kam es zu Verzögerungen beim Bau. Die angekündigte 50-tägige Jungfernfahrt von Japan nach Dubai und Hamburg musste von März zunächst auf den 1. Oktober 2015 verschoben und am 4. August 2015 schließlich abgesagt werden. Auch die Ablieferung der AIDAperla, des zweiten Neubaus, verzögerte sich um mehr als ein Jahr bis Mitte 2017.
Im Februar 2015 gründete Costa Crociere die Tochtergesellschaft Carnival Maritime GmbH in Hamburg. Als neue Betreibergesellschaft übernahm diese unter Leitung von Jens Lassen das Management der bis dahin von Genua und Rostock betriebenen Kreuzfahrtschiffe der Marken AIDA Cruises, Costa Crociere und Costa Asia. Am 1. September 2015 ernannte die Costa-Gruppe Felix Eichhorn zum neuen Präsidenten von AIDA Cruises.
2015 bestellte der Mutterkonzern vier neue Schiffe mit Flüssigerdgas-Antrieb bei der Meyer Werft, davon zwei für AIDA Cruises. Die Schiffe sind mit 183.900 BRZ vermessen, 337 Meter lang und 42 Meter breit. Das Typschiff AIDAnova wurde im Dezember 2018 in Dienst gestellt. Das zweite Schiff, die AIDAcosma, wurde gut drei Jahre später, im Dezember 2021, übernommen.
Ende 2019 übernahm AIDA die zur AIDAmira umgebaute ehemalige Costa neoRiviera und erweiterte damit das Selection-Programm auf vier Schiffe, das besondere und einzigartige Routen mit den kleinsten Schiffen der Flotten umfasste, um diese Reisen besser vermarkten zu können – wobei dieses Angebot so erfolgreich war, dass der Mutterkonzern beschloss, das Schiff, das für Costa Crociere nicht rentabel war, innerhalb des Konzerns an AIDA Cruises zu übertragen.
Am 15. Februar 2020 wurden wegen des Ausbruchs der COVID-19-Pandemie alle Fahrten von, nach und in Asien und Australien abgebrochen. Auch die Ende März 2020 geplanten vier- und fünftägigen Kurzreisen im westlichen Mittelmeer von und nach Mallorca wurden im März 2020 abgesagt. Die durch die Karibik reisende AIDAdiva musste wegen der Verweigerung des Einlaufens in die Häfen von Montego Bay auf Jamaika und George Town auf den Kaimaninseln kurzfristig nach Alternativen suchen. Die AIDAaura durfte Mitte März nicht den Hafen der norwegischen Stadt Bergen anlaufen und musste die Route „Winter im hohen Norden“ schließlich abbrechen. Ursprünglich sollte am 5. August 2020 wieder eine Rundfahrt mit Hamburg als Start- und Zielhafen ohne Landgang auf AIDAperla beginnen, diese Fahrt und weitere für den August 2020 geplante Reisen mussten aber abgesagt werden. Erst Mitte Oktober 2020 gelang der Neustart mit Reisen entlang der Westküste Italiens mit AIDAblu, die aber nach einigen Reisen aufgrund einer Zunahme des Infektionsgeschehen wieder abgesagt wurden. Es folgten Reisen auf die Kanaren Ende 2020, die z. T. aufgrund von Hacker-Angriffen unterbrochen werden mussten, sowie auch der Neustart ab Deutschland ab Pfingsten 2021.
Das Schwesterschiff der AIDAnova, die AIDAcosma, die sich in nur wenigen Details wie der Gestaltung des Heckbereiches auf den oberen Decks von ihr unterscheidet, wurde am 21. Dezember 2021 als vorerst letzte Ergänzung zur Flotte nach mehreren Verzögerungen von insgesamt über einem halben Jahr aufgrund der Pandemie abgeliefert. 2018 wurde ein drittes Schiff mit Ablieferung im Jahr 2023 bestellt. 2021 wurde allerdings entschieden, dass das Schiff stattdessen für die Schwestermarke Carnival Cruise Line in Fahrt kommen soll, zeitgleich gab AIDA Cruises auch den Verkauf der AIDAcara bekannt. Dieser Ankündigung folgte am 26. Januar 2022 die Bekanntgabe des Verkaufs eines weiteren Schiffes, der AIDAmira. Das Schiff wurde als Ambition von der britischen Ambassador Cruise Lines übernommen, die aus der während der Corona-Pandemie in die Insolvenz gegangene Reederei CMV hervorging. Um die daraus entstandenen Lücken im markeneigenen „Selection“-Programm zu füllen, wurde außerdem die Ausweitung dieses Programmes beschlossen, das nun auch besondere Reise auf größeren und jüngeren Schiff umfasst und sich nicht mehr ausschließlich auf die kleinsten Schiffe der Flotte konzentrieren soll. Im Jahr 2022 wurde die AIDAvita ausgemustert und im September 2023 musste auch die AIDAaura die Flotte verlassen. Somit verließen alle „kleineren“ AIDA-Schiffe mittlerweile die Flotte.

### AIDA Evolution
Im Februar 2025 begann das größte Flottenerneuerungsprogramm in der AIDA-Geschichte, die sogenannte Zukunftsinitiative AIDA Evolution.
Die ersten drei Schiffe der Sphinx-Klasse werden auf der Werft Chantier Naval in Marseille umfassend und einheitlich modernisiert. Restaurants (z. B. French Kiss und East) und Bars der beiden großen AIDA-Klassen kommen neu hinzu. Alle Kabinen werden renoviert, teilweise auch durch Suiten ersetzt. Das Theatrium und viele Bereiche der Schiffe erhalten ein neues Farbkonzept, ganze Außendecks werden umgestaltet.
Den Anfang machte die AIDAdiva vom 3. Februar bis 21. März 2025. Es folgen die AIDAluna vom 22. Oktober bis 10. Dezember 2025 und die AIDAbella vom 21. Januar bis 11. März 2026.

### Einsatz der Schiffe
AIDA Cruises bietet regelmäßig Kreuzfahrten in der Adria, zu den Kanarischen Inseln, in die Karibik, ins Mittelmeer, Nordeuropa, in den Orient, in die Ostsee sowie Weltreisen und Ozeanüberquerungen an. Ziele im südlichen Afrika, Asien und im Indischen Ozean werden im jährlichen Wechsel angesteuert.

## Hintergrund

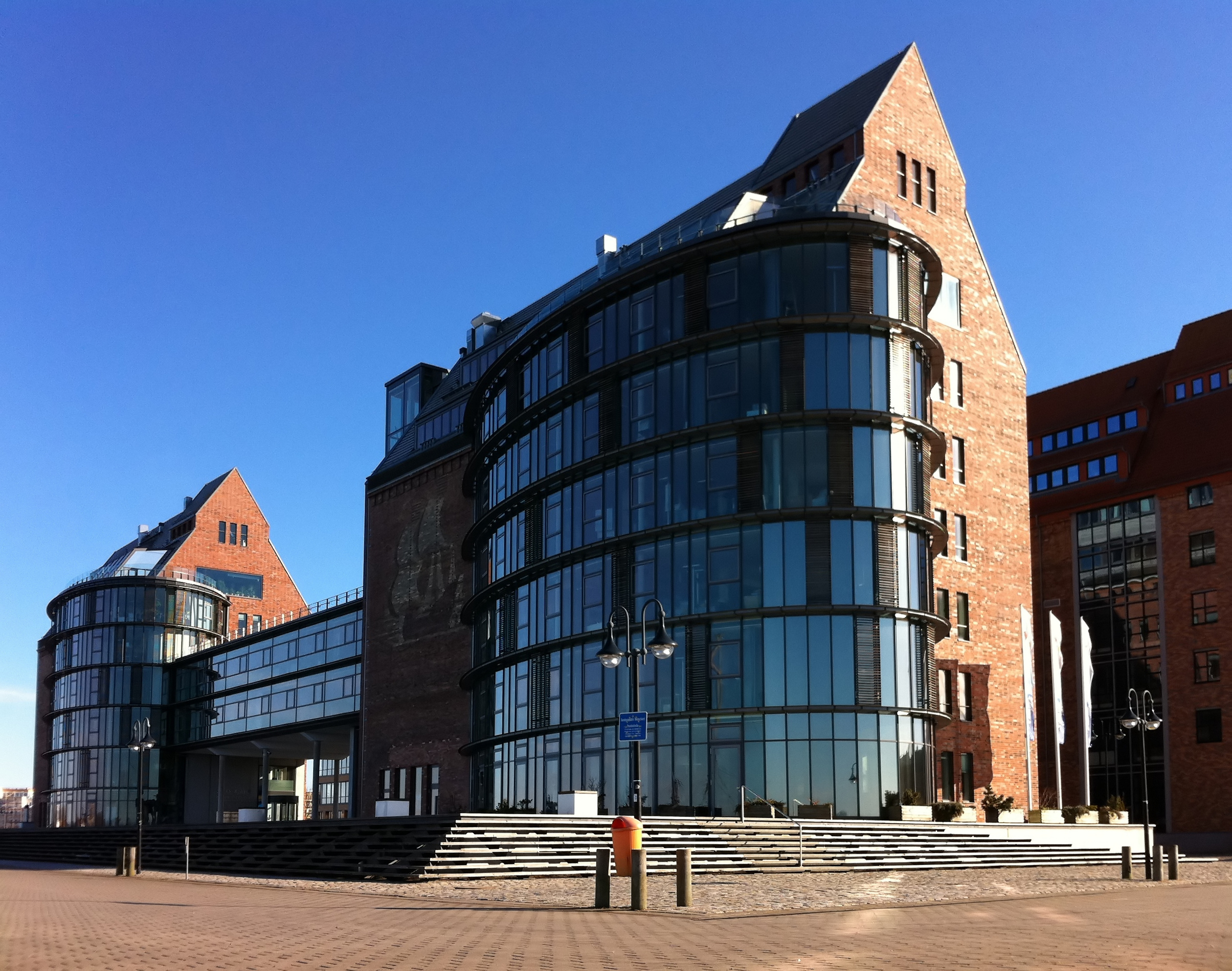
Zweigniederlassung im Rostocker Stadthafen, 2011

### Zahlen und Daten
AIDA Cruises ist nach eigenen Angaben seit einigen Jahren Marktführer der Kreuzfahrtindustrie innerhalb Deutschlands. Nach Angaben der Markenwebsite lag die Kapazität im Jahr 2020 auf 14 Schiffen bei insgesamt 31.888 Betten. Im gleichen Zeitraum beschäftigte der Unternehmensbereich um die Marke AIDA Cruises etwa 15.000 Mitarbeiter aus 50 Ländern, davon rund 13.500 Personen an Bord der Schiffe und 1.500 an Land. Der Umsatz betrug nach Informationen des Statistik-Portal Statista im Touristikjahr 2017/2018 etwa 1,85 Mrd. Euro. In Geschäftsberichten des Carnival-Konzern werden Umsätze der einzelnen Marken oder Tochterlinien aber nicht separat ausgewiesen.
Die Erträge aus dem Betrieb der Schiffe unterliegen der in Italien auch für Kreuzfahrtschiffe zulässigen Tonnagebesteuerung.

### Handelsflagge
Sämtliche AIDA-Schiffe gehören zur Handelsmarine Italiens. Dadurch gelten für die Schiffe die Umwelt-, Arbeits- und Steuerregelungen Italiens als Flaggenstaat.
Bis 2015 entlohnte die Reederei ihre Hilfskräfte in den Restaurants mit 587 US-Dollar monatlich. Das Unternehmen rechtfertigte dies mit dem Argument, dass die Mitarbeiter im Hotelservice auf den Philippinen nur 150 bis 250 Dollar verdienen würden, jedoch auf den Schiffen 700 bis 900 Dollar plus Kost und Logis. Die Zeit rechnete aus, dass die Besatzungsmitglieder nach deutschem Mindestlohn auf mehr als 2000 US-Dollar kämen.

### Marketing und Vertrieb
Seit März 2013 wird als Vertriebsmarke wieder der Name Seetours eingesetzt.

### Joint Ventures und Servicegesellschaften für die AIDA-Marke
Zur Produktion der Shows und anderer Entertainment-Aktivitäten an Bord der Schiffe wurde 2001 zusammen mit Schmidts Tivoli GmbH das Joint-Venture SeeLive – Tivoli Entertainment & Consulting GmbH gegründet. Das Unternehmen mit Sitz in Hamburg, zu dem auch die 2004 gegründete Hamburg School of Entertainment GmbH gehörte, änderte im Jahr 2011 seinen Namen in AIDA Entertainment GmbH. Ab September 2011 wurde sie von Borris Brandt geführt, dem ehemaligen Geschäftsführer von Endemol Deutschland. Nachfolgegesellschaft war ab November 2012 die AIDA Entertainment GmbH & Co. OHG, die im Februar 2013 erloschen ist. Als Leiter des AIDA-Entertainment-Bereich war Brandt aber bis Mai 2022 für den Carnival-Konzern tätig.
2004 wurde in Rostock die Call4Cruise GmbH gegründet, die das Reservierungs- und Buchungszentrum für die bis dahin bereits auf vier Schiffe angewachsene AIDA-Flotte übernahm. Im August 2011 änderte sie ihren Namen in AIDA Kundencenter GmbH.

Im Sommer 2008 entstand als Öffentlich-private Partnerschaft mit der Hochschule Wismar die European Cruise Academy als Bildungsakademie für Nachwuchskräfte im nautisch-technischen Bereich. Deren Leitung übernahm Tino Hensel, der bei Costa Crociere für die Marke AIDA zuständige Personalleiter. Im Wintersemester 2008/2009 startete ein Masterstudiengang mit besonderem Zuschnitt auf die Kreuzfahrtindustrie, drei Bachelor-Studiengänge sollten ein Jahr später folgen. Anfang 2012 wurde sie jedoch mit dem unternehmenseigenen Ausbildungs- und Trainingszentrum AIDA Academy zusammengelegt und die Betreibergesellschaft European Cruise Academy GmbH noch im selben Jahr im Handelsregister gelöscht.

## Umweltschutz
2021 gab AIDA Cruises bekannt, ab 2040 einen emissionsneutralen Betrieb der Flotte sicherstellen zu wollen. 2024 schwächte der Konzern das Klimaschutzziel auf das Zieljahr 2050 ab.

Umweltschützer hatten zuvor über Jahre das Fehlen von Abgastechnik auf AIDA-Schiffen kritisiert. Im Dezember 2011 wurde Michael Thamm, dem damaligen Präsidenten von AIDA Cruises, neben Richard Vogel von TUI Cruises der Negativpreis Dinosaurier des Jahres verliehen.

„Ihre angeblich ‚Weißen Flotten‘ sind in Wahrheit dreckige Rußschleudern, denn die Kreuzfahrtschiffe fahren auf hoher See immer noch mit giftigem Schweröl. Damit stößt ein einziger Ozeanriese auf einer Kreuzfahrt so viele Schadstoffe aus wie fünf Millionen Pkw auf der gleichen Strecke. Die Gefahren für die Umwelt und die Gesundheit der Menschen ließen sich leicht vermeiden, aber aus Profitgier verweigern die deutschen Reeder bislang die Verwendung von Schiffsdiesel und den Einbau von Abgastechnik wie etwa Rußpartikelfilter.“

Holger Watter, Experte für nachhaltige Energiesysteme am Maritimen Zentrum der Hochschule Flensburg, widersprach der Rechnung des NABU. Nach seinen Berechnungen sei der Schadstoffausstoß eines Kreuzfahrtschiffs je nach Schadstoffparameter wie Rußpartikel, Kohlenstoffdioxid oder Schwefeloxide nur mit etwa 0,6 bis 1000 Kleinwagen zu vergleichen.

„Ein Auto, das fast den ganzen Tag parkt, wird einem 24 Stunden operierenden Schiff gegenübergestellt. Das ist Äpfel mit Birnen vergleichen.“

Der Naturschutzbund Deutschland (NABU) bezeichnete AIDA als klaren Verlierer seines Kreuzfahrt-Check von 2013. Nach Ansicht des NABU klafften beim Branchenführer Anspruch und Wirklichkeit am weitesten auseinander. Im August 2013 kündigte das Unternehmen an, 100 Millionen Euro bis 2016 für den Umweltschutz zu investieren. Mit diesen Mitteln sollten die Neubauten aus Japan ein Filtersystem zur Reduzierung der Abgase erhalten, die bereits in Dienst befindlichen Schiffe sollten nachgerüstet werden. Der Ausstoß von Rußpartikeln, Stick- und Schwefeloxiden gefiltert und zwischen 90 und 99 % reduziert werden. Laut Kritik des NABU im Mai 2017 war bis zu diesem Zeitpunkt aber noch immer keines des AIDA-Schiffe, einschließlich der neu in Dienst gestellten AIDAprima, mit einem Rußpartikelfilter ausgerüstet.
2019 führte die AIDAnova im Kreuzfahrtranking des NABU. Das Schiff führte wie bereits im Vorjahr die Bewertung der Luftschadstoffemissionen an. Auch die AIDAprima und die AIDAperla belegten vordere Plätze. Zum guten Ranking führte der flüssiggasbetriebene Antrieb. Die AIDAnova wurde 2019 als erstes Kreuzfahrtschiff mit dem Blauen Engel für ein umweltfreundliches Schiffsdesign ausgezeichnet.
Im August 2015 wurden Anlandungen auf den Färöer durch Schiffe der Marke AIDA Cruises bis auf weiteres storniert, um Missbilligung der Treibjagd auf Delfine und Wale auszudrücken. Zuvor hatte das Wal- und Delfinschutz-Forum (WDSF) darauf aufmerksam gemacht, dass die Färöer im Juni 2015 ein Gesetz verabschiedet haben, das Einheimische wie Touristen dazu verpflichtet, den Inselbehörden jede Sichtung von Meeressäugern innerhalb der Zwölf-Meilen-Zone zu melden. Deren Information würde der als Grindadráp bekannten, von den Inseln traditionell unternommenen Treibjagd auf Meeressäuger dienen. Nachdem sich auch der Hapag-Lloyd-Kreuzfahrtbereich mit Stornierungen angeschlossen hatte, sprach die Umweltschutzorganisation Sea Shepherd von einem „verheerenden Schlag für die Tourismusindustrie der Färöer“ als Antwort auf deren fortwährende Treibjagd.
Die Flotte der AIDA Cruises wurde im Umwelt- und Gesundheitsbericht 2020 Cruise Ship Report Card des globalen Umweltschutzbundes Friends of the Earth unter den 18 größten Kreuzfahrtunternehmen der Welt insgesamt als mangelhaft bewertet. Zu den untersuchten Faktoren zählen die Abwasseraufbereitung, die Reduktion der Luftverschmutzung und die Sicherung der Wasserqualität.

## Flotte

### Aktuelle Flotte
Die Schiffe der Marke AIDA Cruises fahren unter italienischer Flagge, ihr Heimathafen ist Genua.
| Name       | Bild | Baujahr | Vermessung  | Passagier-zahlen | Besatzung | Bauklasse                                       | Bauwerft                              | Status                                                              | Status |
| ---------- | ---- | ------- | ----------- | ---------------- | --------- | ----------------------------------------------- | ------------------------------------- | ------------------------------------------------------------------- | ------ |
| AIDAdiva   |      | 2007    | 69.203 BRZ  | 2.566            | 587       | Sphinx-Klasse                                   | Meyer Werft, Papenburg                | in Dienst seit April 2007, Modernisierung von Februar bis März 2025 |        |
| AIDAbella  |      | 2008    | 69.203 BRZ  | 2.566            | 587       | Sphinx-Klasse                                   | Meyer Werft, Papenburg                | in Dienst seit April 2008, Modernisierung für 2026 geplant          |        |
| AIDAluna   |      | 2009    | 69.203 BRZ  | 2.566            | 587       | Sphinx-Klasse                                   | Meyer Werft, Papenburg                | in Dienst seit April 2009, Modernisierung für 2025 geplant          |        |
| AIDAblu    |      | 2010    | 71.304 BRZ  | 2.686            | 609       | Sphinx-Klasse (modifiziert, bzw. Ikarus-Klasse) | Meyer Werft, Papenburg                | in Dienst seit Februar 2010, Modernisierung vsl. Anfang 2027        |        |
| AIDAsol    |      | 2011    | 71.304 BRZ  | 2.686            | 609       | Sphinx-Klasse (modifiziert, bzw. Ikarus-Klasse) | Meyer Werft, Papenburg                | in Dienst seit April 2011                                           |        |
| AIDAmar    |      | 2012    | 71.304 BRZ  | 2.686            | 609       | Sphinx-Klasse (modifiziert, bzw. Ikarus-Klasse) | Meyer Werft, Papenburg                | in Dienst seit Mai 2012, Modernisierung vsl. Ende 2026              |        |
| AIDAstella |      | 2013    | 71.304 BRZ  | 2.686            | 609       | Sphinx-Klasse (modifiziert, bzw. Ikarus-Klasse) | Meyer Werft, Papenburg                | in Dienst seit März 2013                                            |        |
| AIDAprima  |      | 2016    | 125.572 BRZ | 4.333            | 900       | Hyperion-Klasse                                 | Mitsubishi Heavy Industries, Nagasaki | in Dienst seit April 2016                                           |        |
| AIDAperla  |      | 2017    | 125.572 BRZ | 4.333            | 900       | Hyperion-Klasse                                 | Mitsubishi Heavy Industries, Nagasaki | in Dienst seit Juni 2017                                            |        |
| AIDAnova   |      | 2018    | 183.858 BRZ | 6.654            | 1.200     | Helios-Klasse                                   | Meyer Werft, Papenburg                | in Dienst seit Dezember 2018                                        |        |
| AIDAcosma  |      | 2021    | 183.774 BRZ | 6.880            | 1.200     | Helios-Klasse                                   | Meyer Werft, Papenburg                | in Dienst seit Februar 2022                                         |        |

| Flüssiggasantrieb |

### Ehemalige Schiffe
| Name     | Bild | Baujahr | Vermessung | Passagier-zahlen | Besatzung | Bauwerft                                                       | Dienst für die Marke | Bemerkungen/Verbleib                                                                                             |
| -------- | ---- | ------- | ---------- | ---------------- | --------- | -------------------------------------------------------------- | -------------------- | --- |
| AIDAcara |      | 1996    | 38.557 BRZ | 1.339            | 369       | Kvaerner Masa Yards, Turku, für die Deutsche Seereederei       | 1996–2021            | Bis 2001 als AIDA, genannt „AIDA – Das Clubschiff“ Als Astoria Grande seit 2022 im Besitz russischer Investoren. |
| AIDAvita |      | 2002    | 42.289 BRZ | 1.266            | 389       | Aker MTW, Wismar                                               | 2002–2023            | Seit 2024 für Blue Dream Cruises als Blue Dream Melody.                                                          |
| AIDAaura |      | 2003    | 42.289 BRZ | 1.266            | 389       | Aker MTW, Wismar                                               | 2003–2023            | Seit 2023 für Celestyal Cruises als Celestyal Discovery.                                                         |
| AIDAblu  |      | 1990    | 70.310 BRZ | 2.053            | 677       | Fincantieri, Monfalcone, für Sitmar Cruises                    | 2004–2007            | 2020 Abbruch in Alang.                                                                                           |
| AIDAmira |      | 1999    | 48.200 BRZ | 1.727            | 670       | Chantiers de l’Atlantique, Saint-Nazaire, für Festival Cruises | 2019–2022            | Seit 2022 für die Ambassador Cruise Line als Ambition.                                                           |

### Geplante Neubauten
Anfang April 2025 gab die Carnival Corporation & plc bekannt, bei der Fincantieri-Werft für AIDA Cruises zwei Schiffe einer neuen Klasse mit Ablieferung in den Jahren 2030 und 2032 bestellt zu haben. Für etwa 4.200 Passagiere (bei Doppelbelegung) ausgelegt, sollen sie bezüglich der Größe zwischen den Schiffen der Hyperion-Klasse und der Helios-Klasse eingeordnet werden.